# Blang Dhod
Blang Dhod is een bestuurslaag in het regentschap Pidie van de provincie Atjeh, Indonesië. Blang Dhod telt 1714 inwoners (volkstelling 2010).